# Волленгаупт, Бруно Эмиль

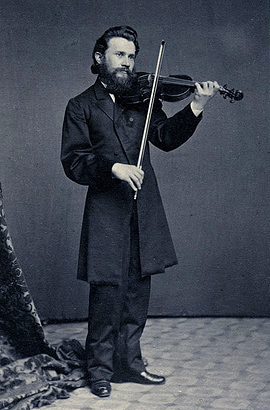

Бруно Эмиль Волленгаупт (нем. Bruno Emil Wollenhaupt; 1833 — 1903) — американский скрипач и музыкальный изобретатель германского происхождения. Брат Германа Волленгаупта.
Вместе со старшим братом в 1845 году перебрался в США и в дальнейшем обучался музыке под его контролем. В 1848 году, согласно дневниковым записям Джорджа Темплтона Стронга, выступал в концерте вместе с братом (в объявлениях был представлен как 12-летний). В дальнейшем также с успехом концертировал на нью-йоркской сцене.
С 1851 г. учился в Лейпцигской консерватории, в студенческие годы играл вторую скрипку в струнном квартете Зигфрида Якоби.
По сообщению журнала The Strad, в 1894 году запатентовал усовершенствование для струнных смычковых инструментов: дополнительные струны, закрепляемые внутри корпуса инструмента и звучащие в резонанс со звуками основных струн, используемых исполнителем; по утверждению журнала, к изобретению с интересом отнёсся Йозеф Иоахим.